# Террі Йорат
Теренс «Террі» Чарльз Йорат (англ. Terence Charles "Terry" Yorath, нар. 27 березня 1950, Кардіфф, Уельс) — валлійський футболіст, що грав на позиції півзахисника. По завершенні ігрової кар'єри — тренер.
Виступав, зокрема, за клуб «Лідс Юнайтед», а також національну збірну Уельсу.
Володар Кубка англійської ліги. Дворазовий чемпіон Англії. Дворазовий володар кубка Англії. Дворазовий володар Кубка ярмарків.

## Клубна кар'єра
Вихованець футбольної школи клубу «Лідс Юнайтед». Дорослу футбольну кар'єру розпочав 1967 року в основній команді того ж клубу, в якій провів дев'ять сезонів, взявши участь у 141 матчі чемпіонату.
Згодом з 1976 по 1985 рік грав у складі команд клубів «Ковентрі Сіті», «Тоттенгем Готспур», «Ванкувер Вайткепс» та «Бредфорд Сіті». Протягом цих років виборов титул володаря кубка Англії.
Завершив професійну ігрову кар'єру у клубі «Свонсі Сіті», за команду якого виступав протягом 1986—1986 років.

## Виступи за збірну
1969 року дебютував в офіційних матчах у складі національної збірної Уельсу. Протягом кар'єри у національній команді, яка тривала 13 років, провів у формі головної команди країни 59 матчів, забивши 2 голи.

## Кар'єра тренера
Розпочав тренерську кар'єру невдовзі по завершенні кар'єри гравця, 1988 року, очоливши тренерський штаб клубу «Свонсі Сіті».
1989 року став головним тренером збірної Уельсу, яку тренував чотири роки, у тому числі паралельно з роботою в клубних командах.
Згодом протягом 1990—1991 років очолював тренерський штаб клубу «Свонсі Сіті».
1994 року прийняв пропозицію попрацювати у клубі «Кардіфф Сіті». Залишив валійську команду 1995 року.
Протягом 2 років, починаючи з 1995, був головним тренером збірної Лівану.
2001 року був запрошений керівництвом клубу «Шеффілд Венсдей» очолити його команду, з якою пропрацював до 2002 року.
Протягом тренерської кар'єри також очолював команду клубу «Бредфорд Сіті».
Наразі останнім місцем тренерської роботи був клуб «Маргіт», головним тренером команди якого Террі Йорат був з 2008 по 2009 рік.

## Досягнення
- Володар Кубка англійської ліги:

«Лідс Юнайтед»: 1967–68
- Чемпіон Англії:

«Лідс Юнайтед»: 1968–69, 1973–74
- Володар Кубка Англії:

«Лідс Юнайтед»: 1971–72
«Тоттенгем Готспур»: 1980–81
- Володар Кубка ярмарків:

«Лідс Юнайтед»: 1967–68, 1970–71